# 城南綜合運動場

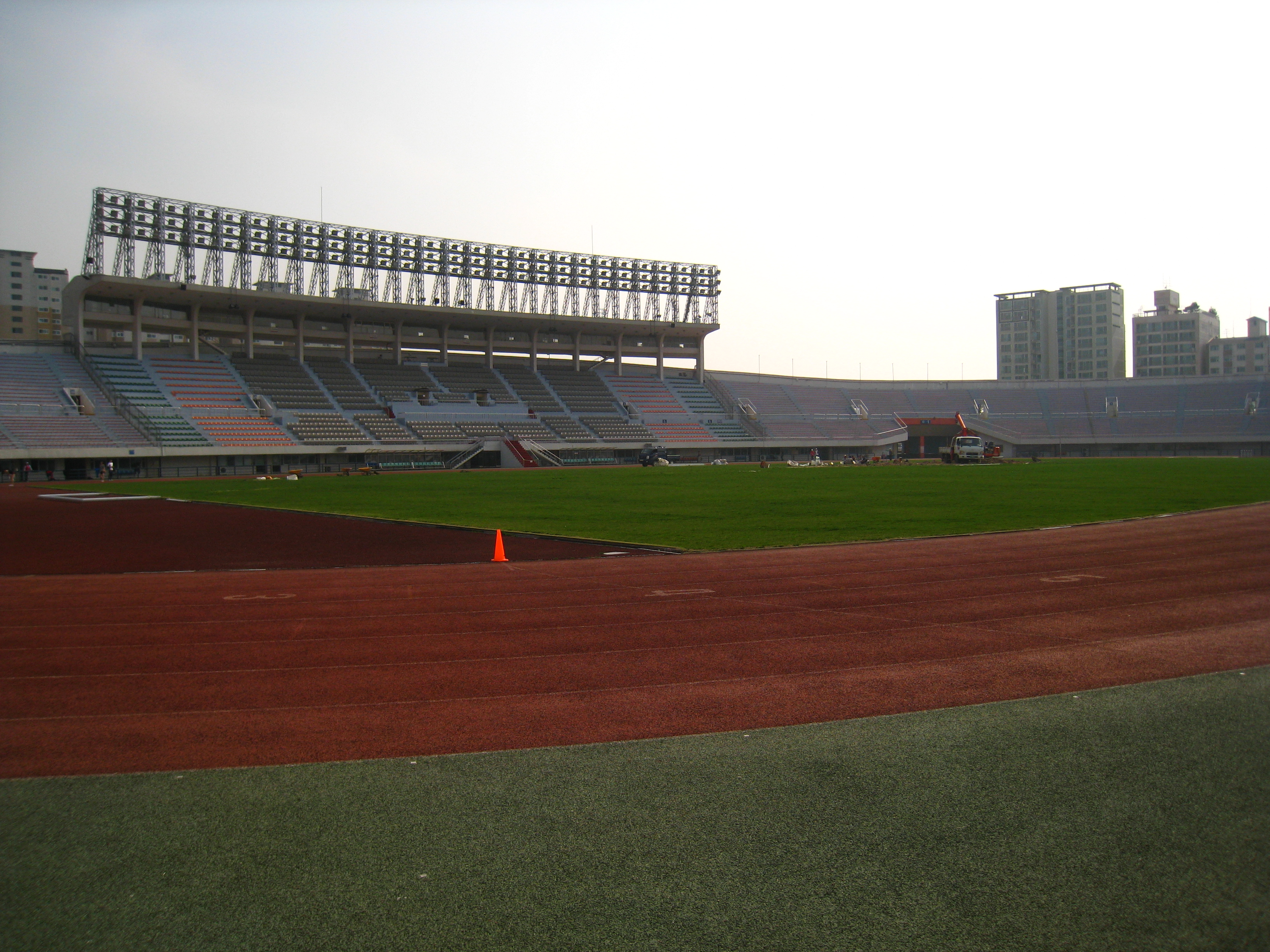
城南體育場

城南綜合運動場（韓語：성남종합운동장）是位於大韓民國城南市的多功能體育場。建於1984年12月，曾用於1988年夏季奧林匹克運動會的草地曲棍球比賽，但目前主要用於足球比賽。該體育場曾是城南足球俱樂部（現為城南FC）的主場，直至2004年。現今城南FC主要使用炭川體育場作為其主場進行大部分比賽。該體育場可容納27,000人（其中21,242個座位），但由於設施老舊，市政府正在考慮對其進行重建。

## 外部連結
- 官方網站 （韓語）
- 世界體育場

37°25′59″N 127°08′15″E / 37.433095°N 127.137614°E